# The Woman King – A harcos
A The Woman King – A harcos (eredeti címe: The Woman King) 2022-ben bemutatott amerikai történelmi akciófilm, amit Gina Prince-Bythewood rendezett. A forgatókönyvet Dana Stevens készítette. A produkció főszerepében Viola Davis, Thuso Mbedu és Lashana Lynch. A 2022-es Torontói Nemzetközi Filmfesztiválon mutatták be először szeptember 9-én. Az Egyesült Államokban szeptember 16-tól, Magyarországon 2023. március 2-től kezdték vetíteni a mozikban.
A produkciót több jelentős filmdíjra is jelölték, főként Viola Davis színészi játékát emelték ki. A történet középpontjában a valaha létező női Dahomey amazonsereg áll.

## Cselekmény
A nyugat-afrikai Dahomey királyságban 1823-ban Nanisca tábornok, az Agojie nevű, kizárólag nőkből álló harcoscsoport vezetője kiszabadítja a dahomei nőket, akiket az Oyo birodalom rabszolga-kereskedői raboltak el. Ez arra készteti Ghezo dahomey-i királyt, hogy totális háborúra készüljön az Oyo ellen. Nanisca elkezdi kiképezni a harcosok új generációját, hogy csatlakozzanak az Agojiéhoz a királyság védelmére. E harcosok között van Nawi, egy erős akaratú lány, akit az apja felajánlott a királynak, miután nem volt hajlandó feleségül menni, ahol csak verték volna. Nawi összebarátkozik Izogie-val, egy veterán agojiéval. Nanisca előtt azt is elárulja, hogy örökbe fogadták, és megmutatja a bal vállán lévő sebhelyet, ami megdöbbenti Naniscát.
Portugál rabszolgakereskedők érkeznek Santo Ferreira vezetésével és a félig dahomai Malik kíséretében, az Oba Ade tábornok által vezetett Oyo szövetség részeként. Nawi találkozik Malikkal, miközben az éppen fürdik, és összebarátkoznak. Röviddel azután, hogy elvégezte a teljes jogú agojiévá váló kiképzést, Nawi eloson, hogy beszéljen Malikkal, és megtudja, hogy az Oyo támadást tervez. Ezt jelenti Naniscának, aki leszidja őt a meggondolatlansága miatt. Nanisca elárulja, hogy fiatalkorában Oba Ade fogságba ejtette, megerőszakolta és teherbe ejtette. Miután megszülte a lányát, Nanisca egy cápafogat ágyazott a bal vállába, mielőtt elajándékozta volna. Nanisca segít Nawinak kihúzni a fogat, ezzel megerősítve, hogy a lány a biológiai lánya.
Nanisca az agojiék élén támadást indít az Oyo ellen. A támadás sikeres, de Oba Ade elmenekül, Nawi, Fumbe és Izogie pedig fogságba esik. Nawi tanácsára Fumbe megszökik, és jelenti a többiek sorsát Naniscának. Ghezo arra készül, hogy Naniscának adományozza a Nőkirályi címet, aki társa és egyenrangú partnere Dahomey uralmában, de nem hajlandó engedélyezni a fogságban lévő Agojie megmentését. Közben Izogie-t megölik egy szökési kísérlet során, és Malik megvásárolja Nawit, hogy megvédje őt. Nanisca szembeszegül a parancsokkal, és egy csapat hasonlóan gondolkodó harcossal elindul, hogy kiszabadítsa a foglyokat. A káosz lehetővé teszi, hogy Nawi megszökjön, és újra csatlakozzon Naniscához. Malik kiszabadít több más rabszolgát, akik vízbe fojtják Ferreirát, Nanisca pedig egyszemélyes harcban megöli Obát. A diadalmas Agojie visszatér Dahomeyba, ahol Ghezo négyszemközt és röviden megdorgálja Naniscát, amiért nem engedelmeskedett neki, mielőtt megkoronázza őt az Asszonykirállyá. Az ünnepségek után Nanisca és Nawi négyszemközt elismerik családi kapcsolatukat.

## Szereplők
| Szerep           | Színész             | Magyar hangja |
| ---------------- | ------------------- | ------------- |
| Nanisca tábornok | Viola Davis         |               |
| Nawi             | Thuso Mbedu         |               |
| Izogie           | Lashana Lynch       |               |
| Amenza           | Sheila Atim         |               |
| Santo Ferreira   | Hero Fiennes Tiffin |               |
| Ghezo király     | John Boyega         |               |
| Malik            | Jordan Bolger       |               |
| Oba Ade tábornok | Jimmy Odukoya       |               |
| Fumbe            | Masali Baduza       |               |
| Shante           | Jayme Lawson        |               |
| Ode              | Adrienne Warren     |               |
| a Migan          | Siv Ngesi           |               |
| a Meunon         | Angélique Kidjo     |               |
| Efe              | Zozibini Tunzi      |               |
| Iniya            | Makgotso M          |               |
| Kelu             | Thando Dlomo        |               |
| Moru             | Julian Tennon       |               |

## Fogadtatás
A film jó értékelést kapott a filmkritikusoktól. A Rotten Tomatoes 94%-os minősítést adott 266 értékelés alapján. Clarisse Loughrey az Independenttől azt írta: „A Woman Kinget nem egy szokványos történelmi beszámolónak szánják. Ez a fekete nőiesség vibráló, helyreállító ünneplése a maga teljes pompájában.” Ann Hornaday a Washington Posttól úgy gondolta: „Viola Davis uralja a teljes Woman Kinget, egy olyan fenséges és monumentális film, amilyennek a címe is sugallja.” Michael Phillips a Chicago Tribune-től azt írta: „Ezt a filmet az mozgatja, ami a karaktereket és a konfliktusokat mozgatja. Szabad kitaláció, és néhol túlpakolt. De a Woman Kingen érződik, hogy ember alkotta, nem pedig gép.”
A MetaCritic 77 pontot adott a 100-ból 53 értékelés alapján. Logan Graham a Little White Liestól azt írta: „A Woman King nem fél kiterjeszkedni és beleásni magát az el nem mondott történetek feltárásába, miközben finom, szinte kizárólag közelharcból álló akciójelenetek bontakoznak ki előttünk. Ez egy olyan filmrendező és színészi gárda ünnepe, akik erejük teljében vannak.” Martin Tsai a The Wraptől azt írta: „A Woman King széles körű vonzerővel bír. Igen, ez egy gyakran elmesélt történet, de itt új szemszögből és értelmes erkölcsi tartalommal van átitatva. És azoknak is tartogat valamit, akik az akció műfaját kedvelik.”
A Box Office Mojo szerint a film 95 millió dolláros bevételt ért el, a költségvetésről nincs adat.

## Fontosabb díjak és jelölések
| Esemény                      | Díj                     | Kategória                                      | Eredmény |
| ---------------------------- | ----------------------- | ---------------------------------------------- | -------- |
| 76. BAFTA-gála               | BAFTA-díj               | Legjobb rendező                                | Jelölve  |
| 76. BAFTA-gála               | BAFTA-díj               | Legjobb női főszereplő: Viola Davis            | Jelölve  |
| 80. Golden Globe-gála        | Golden Globe-díj        | Legjobb női főszereplő: Viola Davis            | Jelölve  |
| 29. Screen Actors Guild-gála | Screen Actors Guild-díj | Legjobb kaszkadőrgárda (mozifilm)              | Jelölve  |
| 29. Screen Actors Guild-gála | Screen Actors Guild-díj | Legjobb női főszereplő (mozifilm): Viola Davis | Jelölve  |